# Daragh O'Malley
Daragh O'Malley, född 25 maj 1954 i Dublin, är en irländsk skådespelare. O'Malley är känd för sin roll som Patrik Harper i TV-serien Sharpe med Sean Bean. Han har även medverkat i filmer som Texas och Cleopatra.

## Biografi
Daragh O'Malley föddes 25 maj 1954 i Dublin i Irland och hans far var politikern Donogh O’Malley och hans mor var doktorn Hilda. I mitten av 1990-talet medverkade Daragh O'Malley i filmen Divine Rapture som även Johnny Depp är med i. 1968 när Daragh O'Malley endast var 14 år dog hans far Donogh O’Malley. Daragh O'Malley gifte sig 1993 med Gabrielle, född Leavy.

## Filmkarriär
O'Malley var med i en film första gången 1978, Red Shift, som spelades på BBC. Och när han började medverka som Patrik Harper i Sharpe. Han är med i alla 16 avsnitt och han är en av de stora huvudpersonerna i serien. Han och Sean Bean är de enda skådespelarna som är med i alla avsnitt. 

### Filmografi
- 2001 – Bomben